# Danza latino-americana
Le danze latino-americane sono originariamente delle danze di coppia, facenti parte dei Balli latini nelle competizioni internazionali. Le danze riconosciute ufficialmente come latino-americane sono cinque: samba, cha cha cha, rumba, paso doble e jive.
Le categorie principali sono le seguenti: la coppia, il duo, il gruppo e il solo.
Poiché le figure relative a questi balli differivano da continente a continente e da una nazione all'altra, per via delle diverse tradizioni locali, a livello sportivo era necessario dar vita a un unico codice tecnico valido a livello internazionale. Il contributo arrivò proprio da Walter Laird, ballerino britannico (uno dei migliori al mondo, insegnante di ballerini di grande successo come Allan Tornsberg, Vibeke Toft, Espen Salberg, Jukka Haapalainen, Sirpa Suutari, Donnie Burns e Ian Waite), con la pubblicazione nel 1964 del libro "Technique of Latin dancing". Grazie a lui si deve la diffusione e lo sviluppo delle danze latinoamericane nel secondo dopo guerra. 
Tuttavia, negli ultimi anni non è stato più possibile raggiungere un unico accordo tra le federazioni non solo a livello nazionale, ma soprattutto a livello internazionale, a causa di un differente approccio alla tecnica e alla disciplina delle danze latinoamericane. Dunque le tre principali federazioni a livello internazionale sono:
-WDO (World Dance Organisation)
-WDC (World Dance Council), successore legale dell'International Council Ballroom Dancing dal 1950
-WDSF (World Dance Sport Federation), l'antico Consiglio internazionale dei Danzatori Amateur (ICAD) fondato nel 1957. 
A questo punto ogni federazione prevede un proprio codice tecnico a seconda della categoria, un proprio regolamento gara, dei propri ballerini tesserati e uno specifico circuito di competizioni. A livello italiano vi sono numerose federazioni e associazioni le quali si rifanno a una delle tre organizzazioni internazionali. 
Ad ogni modo, resta il fatto che, tramite l'insegnamento e la pratica anche spontanea, le danze latinoamericane sono state assimilate molto bene dalla cultura europea, nonostante si tratti di danze (specialmente cha cha, rumba, samba) lontane dal nostro codice etico-culturale.

## Rumba
Per gli studiosi di storia della danza, il termine rumba indica qualcosa di più che un semplice ballo: identifica un genere musicale e coreico comprensivo di un insieme di balli. Nella lingua spagnola il verbo rumbear definisce un particolare modo di ballare, basato sui movimenti seducenti dei fianchi e del bacino. 
L'origine della rumba risale agli inizi del 1900 a Cuba, dopo l'abolizione della schiavitù, avvenuta il 10 febbraio 1878. Grandi masse di neri lasciarono i campi, dove non possedevano alcun bene, e si trasferirono nelle periferie delle città per organizzare una nuova vita. Per questa gente, povera ma libera, la musica e la danza diventarono ben presto un modo di essere e di vivere. Gli ex-schiavi non possedevano strumenti musicali, per riprodurre i suoni usavano qualunque cosa:
- maracas;
- marimba;
- claves;
- cassoni vuoti che fungevano da tamburi e bum bum.

## Cha cha cha
La figura caratteristica di questo ballo è lo chassè che consiste in una serie di tre passi, il secondo dei quali chiude sul piede fermo. I primi due passi dello chassè si ballano su due mezzi battiti che vengono fuori dividendo a metà il battito contraddistinto dal numero 4. Poiché il tempo è 4/4 e la battuta musicale ha l'accento sul secondo battito.	
Il principiante deve avvicinarsi a questo ballo iniziando dallo chassè. Lo deve eseguire tante volte a destra e a sinistra fino ad assimilare lo stile adatto: le anche si devono spostare nella direzione del piede che conduce, verso destra o verso sinistra. Poiché il cha cha cha può essere eseguito anche avanti e dietro (lock) il movimento delle anche deve essere effettuato come sopra. Quando la esecuzione dello chassè diventa disinvolta è facile inserire lo stesso nelle varie figure di base. 
Esistono 4 differenti ipotesi sul significato letterale dell'espressione "Cha Cha Cha":
- Attributo onomatopeico strettamente legato al ritmo della danza, scandito dal tempo delle percussioni.
- Riproduzione del suono prodotto dalle scarpe durante la danza, in particolar modo nel triplo passo.
- "Cha cha" è il nome di un sonaglio cubano, propriamente adoperato durante la danza.
- Riproduzione del suono emesso dallo sbattere dei piedi sulla battigia.

Al passo base seguono solitamente diverse altre figure per realizzare una sequenza di base, quali New Yorker, Spot Turn, Mano nella Mano, Alemana

## Paso doble
Tradotto alla lettera significa: passo doppio. 
Il nome originale era pas a dos = passo a due.
Le figure costruite per questo ballo sono di grande spessore artistico, tutte ispirate alle azioni del torero nella lotta contro il toro. Non è facile ballare il paso doble se non si entra nello spirito giusto. La coppia deve essere motivata ed esprimere energia.
In questa danza sono coinvolte tutte le parti del corpo: le gambe, le mani, lo sguardo, il volto nel suo insieme. Il cavaliere deve dimostrare carattere e forza fisica notevoli. Il corpo della dama deve essere scattante: docile e nervoso. 
È una danza spagnola nata nei primi anni del 1900 nell'ambiente culturale e sociale delle arene. Le figure coreiche sono però una costruzione che è venuta cronologicamente dopo, rispetto alla musica. In pratica, inizialmente, si trattava di una particolare base musicale che accompagnava la sfilata delle quadriglie negli spettacoli di corrida. La musica era potente, molto ritmata e coinvolgente: il semplice passo di camminata diventava una marcia militare. Uno squillo di tromba annunciava l'inizio della esecuzione musicale. 
Nel corso degli anni il paso doble ha assimilato anche diverse figure appartenenti al flamenco e ha elevato a figura-simbolo il sur place che impone di battere il tacco ad ogni chiusura di piedi. 
Nel 1954 fu inserito nella disciplina Danze latino-americane.

## Samba
Sulla derivazione del termine samba prendiamo in considerazione due ipotesi: 
Samba deriva da zampo, una denominazione che serviva ad identificare due categorie di brasiliani: 
- quelli di discendenza nera;
- i meticci del filone indios.

Samba deriva da semba che è il particolare movimento del bacino di alcuni balli tipici dell'Angola portoghese. In Brasile si usò il termine samba per indicare il modo di ballare degli schiavi importati dall'Angola e dal Congo e utilizzati nelle piantagioni di canna da zucchero. 
Il samba fu inserito nelle danze da competizione (disciplina latino-americane) dopo aver acquisito una forma compiuta: da un lato, addolcendosi sul piano musicale fino a scendere alle attuali 50-52 battute al minuto; dall'altro, attraverso la codificazione di figure compatibili, molte delle quali di notevole pregio artistico e coreografico. 
I movimenti caratteristici di questo ballo sono: 
Samba Bounce Action (Walter Laird); 
Pendulum motion.

## Jive
Il jive è il ballo più movimentato fra le danze latino-americane. Il suo ritmo è frenetico, le sue figure richiedono stile, resistenza fisica, forza ed elasticità. L'uso delle mani ha un ruolo determinante non inferiore a quello dei piedi. 
Si tratta degli otto passetti ballati e contati con la classica tecnica del jive appunto: 
sinistro dietro per il cavaliere + destro che batte sul posto contando 1, 2 
3 & 4 sinistro-destro-sinistro in chassè laterale 
5 & 6 destro-sinistro-destro in chassè laterale 
Su ritmi fortemente sincopati furono inizialmente create due figure particolari: 
due passi in controtempo (piede sinistro cavaliere, destro dama; e viceversa) 
il break-away: la dama eseguiva una separation ed un riavvicinamento, senza lasciare la presa del cavaliere.
Nella sua prima formulazione, il jive fu ballato esclusivamente da danzatori neri. Successivamente fu ripreso dai bianchi che vi aggiunsero numerose figure e vi apportarono modifiche tecniche che ne complicarono e appesantirono l'esecuzione. 
Dopo la seconda guerra mondiale, con l'evoluzione del jazz verso il bebop, il break-away diventò la base del rock 'n' roll
(non a caso un passo fondamentale è chiamato proprio 'rock').Il jive fu sottoposto ad una serie di revisioni e perfezionamenti stilistici che ne hanno fatto uno dei balli ancor oggi più prestigiosi a livello internazionale.

## Agonismo
La danza latino-americana viene praticata anche a livello agonistico. Per quanto riguarda l'Italia (in particolare la  Federazione Italiana Danza Sportiva) troviamo una suddivisione di categorie e classi a seconda, rispettivamente, dell'età e del livello di preparazione della coppia, come di seguito:
- Le categorie, ovvero le suddivisioni in età, sono le seguenti:  08/09 10/11 12/13 14/15 16/18 19/34 35/44 45/54 55/60 61/64 65/ (prendendo in considerazione l'età del componente più anziano della coppia, tuttavia dipende dalla federazione e dal regolamento di gara).
- Le classi, ovvero le suddivisioni a seconda della preparazione della coppia, sono le seguenti: la classe più bassa è la classe D seguita dalla classe C (promozionale), poi salendo troviamo rispettivamente le classi B3, B2, B1, A [A2, A1], AS che è la classe più alta. Si parla di agonismo dalla classe B3 alla classe AS (A Special, classe internazionale). Inoltre, coloro che svolgono l'attività di tecnico, continuando con l'agonismo è prevista la classe M (Master Class) dove la categoria più bassa è la 18/ol.
- Nelle categorie 08/09 e 10/11 le classi presenti sono solo D, C, B3, B2, B1.
- Nelle categorie 19/34 e 55/60 la classe A è suddivisa nelle classi A2 e A1, dove la classe A2 è preceduta dalla classe e la classe A1 è seguita dalla classe AS.

Per passare da una categoria all'altra, vengono disputate delle gare a ognuna delle quali a seconda del piazzamento raggiunto vengono attribuiti un certo numero di punti, che permettono l'accesso a una Ranking List (una lista di punteggi).  L'Italia viene divisa in tre settori (Nord, Centro, Sud), ognuno dei quali ha una propria Ranking List, fatta eccezione per la classe A di ogni categoria.Infatti per questa classe la ranking list è unica e non divisa in settori come per le classi minori. In base al risultato di diverse gare ufficiali, ogni coppia acquisisce un determinato punteggio che permette di stilare la Ranking List. Tanto più alta è la posizione raggiunta in una gara, tanto più alto sarà il punteggio acquisito. In base ai punteggi ottenuti e ai risultati del Campionato Italiano, accederanno alla classe successiva un numero di coppie definito dal regolamento.
Le Federazioni Internazionali sono la WDSF (World Dance Sport Federation) e la WDC (World Dance Council), tuttavia, i tesserati FIDS possono competere a sole competizioni WDSF (in base al regolamento), questo fino al febbraio 2017 con l'abolizione dell'Articolo che negava questa libertà. 
Le categorie Usate possono essere anche le seguenti:
Under 8 - Under 10 - Under 12 - Under 14 - Under 16 - Under 19 - Under 21 - Over 16 - Over 30 - Over 40 - Over 50 - Over 60 - Over 70
Le Classi sono anche divise per livello di apprendimento della disciplina, ossia di quale livello si includono le figurazioni:
- Livello Bronzo (di solito i primi 3 Livelli).
- Livello Argento (di solito dai 5 balli in poi).
- Livello Oro (di solito dalle classi di maggiore livello).
- Figure Platino (aggiunte e riconosciute solo da alcune federazioni).